# Atractodes minutus
Atractodes minutus är en stekelart som beskrevs av Forster 1876. Atractodes minutus ingår i släktet Atractodes och familjen brokparasitsteklar. Inga underarter finns listade.